# Ceraphron fuscicornis
Ceraphron fuscicornis är en stekelart som först beskrevs av Nees von Esenbeck 1834.  Ceraphron fuscicornis ingår i släktet Ceraphron och familjen pysslingsteklar. Arten är reproducerande i Sverige. Inga underarter finns listade i Catalogue of Life.